# Francisca (arma)

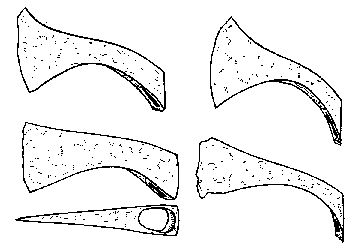
"Teste" di francisca

La Francisca o Francesca (Franziska o Franciska in lingua tedesca; Francisca o Francisque in lingua francese) era un'arma bianca da lancio del tipo scure in uso ai Germani. Seppur utilizzata da diversi popoli, legò strettamente il suo nome ai Franchi, dei quali era ritenuta arma distintiva.
In Età Contemporanea, la Repubblica di Vichy (1940-1944) utilizzò una immagine di francisca bipenne stilizzata nella propria iconografia ad imitazione dei fasci littori fascisti, creando inoltre il cosiddetto Ordine della francisca. In realtà, la scure bipenne di Vichy ricorda molto più chiaramente un'ascia d'armi, altra tipologia di scure da guerra tipica della Francia medievale, che non una francisca.

## Storia
I Germani svilupparono la loro scure da lancio in un momento non ben precisato dell'Età del ferro nordica, quando cioè vennero codificati i modelli di diverse altre scuri da guerra poi largamente diffusesi in Europa tramite le armate dei barbari teutonici: es. ascia barbuta, ascia danese, ecc. L'arma divenne nota al mondo mediterraneo a partire dal IV secolo, quando le popolazioni germaniche si riversarono sempre più sistematicamente all'interno dei confini dell'Impero romano.
Seppur tradizionalmente legata al popolo dei Franchi, che, secondo lo storico Isidoro di Siviglia (ca. 560-636) dovrebbero proprio alla scure da lancio il loro nome, quest'arma era ampiamente utilizzata da altre genti germaniche come gli Anglo-Sassoni ed i Visigoti.
Nella sua Storia delle guerre, lo storico Procopio di Cesarea (490-565) descrive accuratamente la procedura d'utilizzo della francisca:
(Procopio di Cesarea, Storia delle guerre: la guerra gotica, v. 2., II, 25.)
La scure veniva lanciata poco prima dell'impatto tra i due fronti, ad una distanza efficace di 10-12 metri, cosa questa più che comprensibile dato che la forma stessa della francisca, ben diversa da quella del molto più aerodinamico giavellotto, ne avrebbe reso la traiettoria eccessivamente imprecisa già ad una distanza di 20 metri. Seppur latrice di questa scarsa aerodinamica, la forma della scure da lancio germanica conferiva però all'arma un interessante vantaggio: all'impatto con il terreno, essa poteva rimbalzare, mietendo così ulteriori vittime e generando altro scompiglio tra le file nemiche.
Il lancio delle francische aveva quindi il compito di infrangere il fronte nemico per facilitare la successiva penetrazione della fanteria germanica, quasi certamente onde facilitare il risolutivo impatto dello schieramento a cuneo prediletto dai Germani.
È invece ancora oggi dibattuta quale potesse essere l'effettiva funzionalità della francisca nel combattimento corpo a corpo, qualora cioè il guerriero germanico avesse dovuto servirsene nella mischia come estrema risorsa. I dati storico-archeologici hanno infatti confermato che i Vichinghi, esponenti di quelle popolazioni germaniche che ancora nel IX-X secolo razziavano i territori europei, si affidavano a scuri da guerra altamente specializzate (ascia barbuta o grande ascia danese) tanto quanto a scuri più versatili, utilizzabili sia nella mischia che come arma da lancio. Il peso tutt'altro che trascurabile di alcuni esemplari di francisca lascerebbe supporre che l'arma, o quanto meno le sue varianti più massicce, potesse essere utilizzata anche quale ascia da battaglia vera e propria. Importante poi considerare, in merito, la testimonianza del funzionario gallo-romano Gaio Sollio Sidonio Apollinare (430-486) in merito alla maestria con cui i Franchi solevano servirsi della scure, sia per colpire nella mischia che a distanza, lanciandola. È però difficile comprendere se le parole di Sidonio Apollinare alludano ad una variegata panoplia di scuri più o meno specializzate di cui i Franchi potevano servirsi a seconda delle occorrenze o se la loro arma d'elezione, la francisca, garantisse loro una variegata tipologia di utilizzo. Parimenti, molto interessanti sono anche le parole di Gregorio di Tours (ca. 538-594), grande storico del popolo franco, che nella sua Historia Francorum usa il vocabolo latino securis, cioè «scure», per indicare la francisca.
I dati archeologici supportano facilmente questa predilezione per l'uso della scure, quale che ne sia la tipologia, da parte dei Franchi.
Nella Gallia (Francia) conquistata dai Franchi Merovingi, la francisca restò in uso ancora al tempo del Sacro Romano Impero dei Carolingi (IX secolo).

### La francisca ed il tomahawk
Gli storici militari anglosassoni del XIX secolo non hanno mancato di osservare, commentare e registrare le similitudini, sia formali che funzionali, tra la francisca dell'Alto Medioevo europeo e la famosa scure da guerra degli amerindi, il tomahawk. In realtà, detta similitudine vale solamente per i modelli di tomahawk con testa in metallo prodotti nella Nuova Francia proprio dai coloni gallicani ed in uso ai nativi che commerciavano con loro.

## Costruzione
La francisca è caratterizzata da:
- "testa" di scure in ferro battuto leggermente obliqua, disegnante una "S", con bordo inferiore della lama incurvantesi verso l'interno, a formare un gomito con il manico, onde meglio sfruttare, nel taglio, la forza impressa dal movimento rotatorio calante[11]. La linea mediana del "ferro" forma un angolo di circa 90°-115° con l'impugnatura. La maggior parte delle francische ha un occhio circolare o a forma di goccia per l'alloggiamento dell'astile. La lunghezza della lama rientra nell'intervallo 11-22 cm, con filo di circa 10 cm. Il peso complessivo della testa oscillante tra gli 0,2 e gli 1,3 kg.
- astile in legno (frassino o rovere) di ridotte dimensioni (40-45 cm), con impugnatura ad una mano.

### Fonti
- Gregorio di Tours (VI secolo), Historia Francorum.
- Isidoro di Siviglia (ca. VI secolo), Ethymologiarum sive originum : libri XVIII De bello et ludis.
- Procopio di Cesarea (ca. VI secolo), Storia delle guerre.

### Studi
- Dahmlos, Ulrich (1977), Franzisca - bipennis - securis - Bemerkungen zu archäologischem Befund und schriftlicher Überlieferung, in Germania, a. 1977, v. 55, pp.141-165.
- Gamble, James Douglas (2002), Axes of War and Power, Tanro Company, OCLC 79491044
- Hübener, Wolfgang (1995), Franziska, in Reallexikon der Germanischen Altertumskunde, Berlino, Walter de Gruyter, a. 1995, v. 9, pp. 470-476.
- Siegmund, Frank Kleidung und Bewaffnung der Männer im östlichen Frankenreich, in Wieczorek, A. [et al.] [a cura di] (1995), Die Franken - Wegbereiter Europas. Vor 1500 Jahren: König Chlodwig und seine Erben. Ausstellungskatalog 2, Mainz, pp. 691-706 on-line.
- Pohl, Walter (2006), Telling the difference : Signs of ethic identity, in Noble, Thomas F.X. [a cura di] (2006), From Roman provinces to Medieval kingdoms, New York, Routledge, ISBN 0-415-32741-5, pp. 120-160 on-line.
- Shadrake, Dan [e] Susanne (1997), Barbarian warriors : Saxons, Vikings, Normans, Londra, Brassey's.